# Эвриклея
Эвриклея (Евриклея, др.-греч. Εὐρύκλεια) — персонаж греческой мифологии, старая няня, воспитавшая Одиссея, впервые описанная в поэме Гомера «Одиссея».
Действующее лицо трагедий «Омовение» Софокла и Марка Пакувия, романа Олега Ивика «Мой муж Одиссей Лаэртид» (2019).
По сообщению Страбона, в третьем храме Артемиды в Эфесе была статуя «старухи Эвриклеи» скульптора Фрасона (Трасона). Сохранилось несколько скульптур, изображающих сцену омовения ног Одиссея Эвриклеей.
В честь Эвриклеи назван крупный астероид (195) Эвриклея, открытый в 1879 году.

## В «Одиссее»
Она была дочерью Опса (сына Певсенорида), которую «в летах цветущих» купил отец Одиссея Лаэрт за 20 волов. Он уважал её как свою жену Антиклею, но «не касался ложа её, опасался ревности женской» (I, 424-429).
Она была повитухой Одиссея, потом его кормилицей и няней (XIX, 354-355). Во время его 20-летнего отсутствия верно служила его жене Пенелопе и сыну Телемаху, за которым ухаживала.
Вернувшись из странствий, Одиссей прикинулся нищим странником и вошёл в дом Пенелопы. Увидев его, Эвриклея начала узнавать и по гостеприимному распоряжению Пенелопы и собственному желанию омыла ему ноги, первой убедившись в своей догадке по рубцу на колене от раны, которую ему в молодости нанёс клыком свирепый кабан, когда он охотился со своим дедом Автоликом. Она хотела возвестить радостную весть, но Одиссей зажал ей рот, чтобы старушка не выдала его прежде, чем он убьёт женихов Пенелопы и вернёт власть. Он угрожал не пощадить и её, когда потом совершит над рабынями «строгий суд». Эвриклея предложила в ответ назвать домашних рабынь, чтобы он смог отличить «худых и порочных от добрых и честных», но он хотел всё разведать самостоятельно (XIX, 357-502).
Когда Одиссей расправился с женихами, Эвриклея была в восторге, а также назвала двенадцать рабынь, которые были их любовницами, и Телемах повесил этих женщин на башне (XXII, 405-473). Позже она разбудила спавшую Пенелопу и сообщила о возвращении и действиях мужа (XXIII, 5-79), но царица не поверила этому, пока не испытала его (XXIII, 181-205).